# Амальфітанське узбережжя
Амальфітанське узбережжя — південне узбережжя Салернської затоки півострова Сорренто. Об'єкт Світової спадщини ЮНЕСКО з 1997 року (до списку Світової спадщини ЮНЕСКО включено комплекси пам’яток 9–19 ст. у таких насел. пунктах: Амальфі, Атрані, Четара, Конка-дей-Маріні, Корбара, Фуроре, Майорі, Мінорі, Позитано, Праяно, Равелло, Сант-Еджидіо-дель-Монте-Альбіно, Скала, Трамонті, В’єтрі-суль-Маре. Серед них зразки різних видів архітектури). Уздовж узбережжя проходить прибережна дорога Амальфітано. Основною галуззю економіки є туризм. Важливим туристичним центром Південної Італії є місто Амальфі, відоме своїм собором 937 року. Перлиною узбережжя є рибальське село Позітано, яке зі схилів гір у вигляді терас спускається до моря. Недалеко від нього розташована найвища точка півострова — пік Монте-Файт (1 131 м).